# Atala (revue)
Pour les articles homonymes, voir Atala.
Atala est une revue pluridisciplinaire annuelle française créée en 1998 et traitant dans chacune de ses livraisons d’un thème intéressant le plus souvent les sciences humaines et sociales.

## Création
La revue Atala : cultures et sciences humaines a été créée en 1998 à l’initiative de trois professeurs des classes préparatoires aux grandes écoles du lycée Chateaubriand de Rennes : Pierre Campion, Alain Deguernel et Claude Moreau.
Son objectif initial, tel qu’il est explicité dans l’avant-propos de la première livraison, était tout à la fois de revisiter des questions ancrées dans une discipline académique et de sensibiliser les élèves de l’établissement « aux véritables finalités du travail souvent ingrat qu’ils font » en proposant à certains d’entre eux de publier, aux côtés d’universitaires chevronnés, un premier article,,.

## Direction
- De 1998 à 2007 : Alain Deguernel (professeur d'espagnol en khâgne au lycée Chateaubriand).
- Depuis 2007 : Stéphane Gibert (professeur d’histoire en khâgne au lycée Chateaubriand) et Jean Le Bihan (maître de conférences en histoire contemporaine à l’université Rennes 2)[4].

## Description
Atala (sous-titrée Cultures et sciences humaines depuis 2010) paraît depuis 1998.
La majeure partie des livraisons concerne les sciences humaines et sociales, ce qui ancre la ligne éditoriale de la revue dans la « tradition khâgneuse » :
La première fut consacrée – en l’année du cent-cinquantenaire de sa disparition – au grand écrivain éponyme du lycée, Chateaubriand ; suivent :
- « La traduction » (1999) ;
- « L’histoire de la source à l’usage » (2000) ;
- « La culture scientifique » (2001) ;
- « Au bonheur du risque ? » (2002) ;
- « Approcher l’Antiquité aujourd'hui » (2003) ;
- « Mondes du livre » (2004)
- « L’objet de la philosophie aujourd'hui » (2005) ;
- « La France et l’Allemagne » (2006) ;
- « Sciences et techniques : modalités de la diffusion, enjeux de la diffusion » (2007) ;
- « Les Espagnes » (2008) ;
- « La distance, objet géographique » (2009) ;
- « Le Royaume-Uni : culture et identités » (2010) ;
- « La culture générale » (2011) ;
- « Pour une biologie évolutive » (2012) ;
- « Sensibiliser à l'art contemporain ? » (2013) ;
- « Découper le temps : actualité de la périodisation en histoire » (2014) ;
- « Découper le temps II : périodisations plurielles en histoire des arts et de la littérature » (2015) ;
- « Passage à l'amateur. Enjeux politiques et esthétiques d'un autre cinéma » (2016).
- « Apprendre par le théâtre » (2019)
- « Qu'apprend-on quand on apprend des langues ? » (2021)

Au total, ce sont près de 400 textes – principalement des articles mais aussi quelques traductions originales de poésies étrangères dans le numéro 2, et quelques entretiens et témoignages – qui ont été publiés  en une vingtaine d'années, jusqu'en 2021, date à laquelle prend fin la parution de la revue.
Ces textes sont en majorité le fait de chercheurs et d’enseignants-chercheurs, dont certains de renom (Albert Bensoussan, Patrick Boucheron, Roger Brunet, Jean Canavaggio, Christophe Charle, Jean-Pierre Chrétien, Christian Grataloup, Alfred Grosser, Denis Kambouchner, Michel Lagrée, Pierre Macherey, Edgar Morin, Jean-Pierre Rioux, Thomas Römer, Michel Wieviorka, Claude Hagège, etc.) ; les autres sont signés de docteurs, de doctorants, de jeunes chercheurs sortant de master, d’enseignants du second degré, voire de représentants de la vie sociale et culturelle.

## Évolution
(septembre 2024).
- Si vous ne connaissez pas le sujet, laissez ce bandeau (vous pouvez alors contacter les auteurs).
- Si vous supprimez le contenu mis en cause (vous pouvez préalablement contacter les auteurs),

argumentez précisément cette suppression dans la page de discussion
(un manque de référence n'est pas un argument ; une recherche réelle de référence doit avoir été effectuée, être formellement documentée).
La ligne éditoriale a évolué et s'est de plus en plus tournée vers les problèmes liés à la production et à la transmission des savoirs disciplinaires.
Plusieurs inflexions sont intervenues qui, sans dénaturer l’esprit qui a vu naître ce périodique, ont tendu à spécifier plus nettement ce dernier dans le champ des revues intellectuelles. Les dernières livraisons s’attachaient moins à traiter un thème, plus ou moins identifié à une discipline de l’enseignement secondaire, qu’à aborder cette discipline par le biais d’un problème original. La revue entendait de plus en plus cibler son propos sur les problèmes posés par la production et la transmission des savoirs disciplinaires ; c’est du moins ce que laissaient paraître le contenu, original, du numéro 14, les textes consacrés à l’enseignement des sciences de la Vie et de la Terre dans le numéro 15, les expériences de sensibilisation à l'art contemporain présentées dans le numéro 16, les pratiques de périodisation dans différents cadres éducatifs et éditoriaux dans les numéros 17 et 18. Parallèlement, le comité de rédaction s’est ouvert aux universitaires (Laurey Braguier, Solenn Dupas, Pierre-Henry Frangne, Florian Mazel, Christine Rivalan-Guégo, Michèle Rosellini) et à des professionnels concernés par les thèmes abordés (Jean-Louis Comolli, Pascal Collin).
Tous les anciens numéros de la revue sont disponibles en ligne, à l'exception de ceux des deux dernières années pour lesquels n’est proposée qu’une sélection d’articles.
En 2016, la décision a été prise de mettre un terme à cette aventure éditoriale, décision devenue pleinement effective cinq ans plus tard, après la parution du n° 21.